# ناحیه گلداستون، شهرستان هندرسون، ایلینوی
ناحیه گلداستون (به انگلیسی: Gladstone Township) یک منطقهٔ مسکونی در ایالات متحده آمریکا است که در شهرستان هندرسون، ایلینوی واقع شده‌است. ناحیه گلداستون ۱۶۷ متر بالاتر از سطح دریا واقع شده‌است.